# Hermann Schridde
Hermann Schridde (n. 3 iulie 1937, Celle, Statul Liber Prusia⁠(d), Germania – d. 18 mai 1985, Winsen, Republica Federală Germania, Germania) a fost un sportiv ce a reprezentat Germania, medaliat olimpic. A participat la 2 ediții ale Jocurilor Olimpice (1964, 1968) în care a câștigat o medalie de aur, o medalie de argint și o medalie de bronz.